# Schoenus subbarbatus
Schoenus subbarbatus är en halvgräsart som beskrevs av Georg Kükenthal. Schoenus subbarbatus ingår i släktet axagssläktet, och familjen halvgräs. Inga underarter finns listade i Catalogue of Life.